# Puget (facteur d'orgues)
Pour les articles homonymes, voir Puget (homonymie).
La maison Puget est une manufacture française d'orgue, implantée à Toulouse et fondée par Théodore Puget, faisant succéder à sa tête trois générations de facteurs d'orgue. Au total, la manufacture a construit ou est intervenue sur plus de 700 instruments de toutes tailles, de l'orgue de chœur aux grandes orgues de cinéma ou du théâtre des Champs-Elysées.

## La famille Puget
- Théodore Puget (1801-1883)[1] est le fondateur de la maison Théodore Puget & Fils. Né à Montréal-sur-Aude, il s'installe à Toulouse en 1834 après  s'être perfectionné (les sources sont manquantes)  dans l'art de la facture d'orgue auprès de Prosper-Antoine Moitessier organier à Montpellier. Il construit ou reconstruit plusieurs instruments :
  - 1842 Saint-Céré
  - 1845 Nîmes
  - 1856 Narbonne
  - 1862 Alès
  - 1862 Avignon, basilique Saint-Pierre
  - 1863 Lavaur, église Saint-François
  - 1863 Mèze
  - 1864 Pibrac
  - 1865 Perpignan
  - 1866 Marseille, chapelle des Sœurs de Notre Dame de la Compassion
  - 1867 Seysses[2]
  - 1868 Béziers
  - 1881-1883 Orgue de tribune,  église Saint-Amans, Rodez, Aveyron, France [3]
  - 1869 Ganges

Cinq de ses neuf enfants pratiqueront le métier d'organier.
- François Puget (Fanjeaux, 1825-Montpellier, 1854), fils de Théodore. Il a réalisé des travaux dans la région de Montpellier, en s'intéressant plus particulièrement à la définition des mécanismes et à l'harmonisation des instruments.

- Baptiste Puget (Fanjeaux, 1826-?), fils de Théodore. Il a construit plusieurs instruments, dont :

- - 1860 église Saint-André à Montagnac (Hérault)
  - 1865-1867 église de l'Immaculée-Conception à Toulouse
  - 1868 Rieux-Volvestre
  - 1882 Castelmaurou
  - 1879 Chapelle du pensionnat Saint-Joseph de Toulouse (Frères des Écoles Chrétiennes)

- Maurice Puget (Fanjeaux, 1835-?), fils de Théodore. Il aurait quitté la fabrique à la mort de son frère Eugène pour aller s'installer en Espagne.

- Eugène Puget (Lagrasse, 1838-Lavelanet, 1892), fils de Théodore. Après des études de piano et d'orgue, il entre dans l'atelier paternel à 17 ans. Il prend la direction de l'entreprise familiale en 1877.

- Jean-Baptiste Puget (Toulouse, 1849-Toulouse, 1940), fils de Théodore. Doué pour le dessin, il eut la responsabilité de la conception des façades.

- Maurice Puget (Toulouse, 1894-Toulouse, 1960), fils de Jean-Baptiste. Il fut le dernier représentant de la dynastie, puisque son fils devint pharmacien à Saint-Antonin-Noble-Val.

## Réalisations

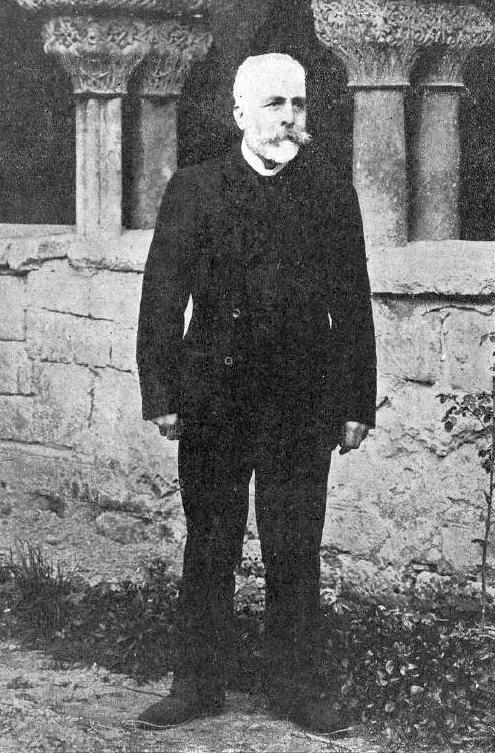
Jean-Baptiste Puget, grand organier toulousain, en 1921 (au cloître de Selós, Espagne).

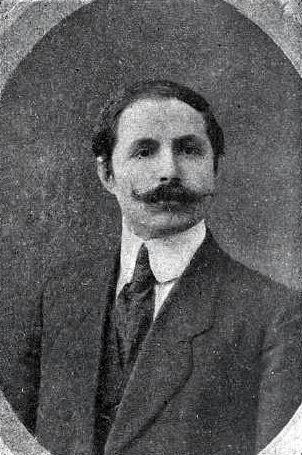
Maurice Puget, son fils également organier, en 1921.

C'est sous la direction d'Eugène, puis de Jean-Baptiste, que l'entreprise familiale réalisera les grands instruments symphoniques, dans la période 1875-1890, dont les « 4 grands Puget » :
- 1878 - Église Notre-Dame du Taur à Toulouse (40 jeux) construit en trois buffets séparés afin de laisser filtrer la lumière des vitraux
- 1880 - 1885 Rodez, église Saint-Amans
- 1888 - Église Notre-Dame de la Dalbade à Toulouse (50 jeux, reconstruction du Moitessier de 1844)
- Basilique Saint-Aphrodise Béziers

Et aussi :
- 1881 - Cathédrale Saint-Fulcran de Lodève (36 jeux)
- 1884 - Basilique Notre-Dame des Tables (34 jeux)
- 1887  Albi (La Madeleine), orgue à deux buffets séparés pour laisser passer la lumière du vitrail central, le premier buffet comportant le grand orgue et récit avec boite d'expression, à transmission mécanique, le second comportant les jeux du pédalier (ajoutés en 1898, en traction pneumatique)
- 1890 - Orgue de la chapelle des Religieuses du Sacré Cœur de Jésus, rue de Caudéran, Bordeaux (12 jeux), expédié à Sydney, Australie (1904) et remonté au Couvent des Religieuses du Sacré-Cœur de Jésus, à Rose Bay, Sydney

Mais le chef-d'œuvre de la maison sortira des ateliers sous la direction de Jean-Baptiste Puget : l'orgue reconstruit de la métropole d'Albi, en 1904 (cf. blog du Dermogloste).
En 1912, l'entreprise recense environ 180 instruments neufs - orgues de tribune et de chœur - (sur plus de 350 interventions), à Toulouse même ou dans la région, parmi lesquels :
- Carcassonne église Saint-Vincent
- Lavaur (Tarn), église Saint-François
- Lodève église Saint-Pierre
- Montauban église Saint-Orens
- Toulouse églises Lardenne, Launaguet, Saint-Michel

Un peu plus tard :
- cathédrale Saint-Just-et-Saint-Pasteur de Narbonne
- église Saint-Jérôme de Toulouse
- collégiale Saint-Salvi d'Albi
- Bédarieux,église Saint-Alexandre 1870-1880
- Petit temple de Nîmes électrifié par Maurice Puget 1956.